# Semidalis macleodi
Semidalis macleodi är en insektsart som beskrevs av Meinander 1972. Semidalis macleodi ingår i släktet Semidalis och familjen vaxsländor. Inga underarter finns listade i Catalogue of Life.